# 우랍

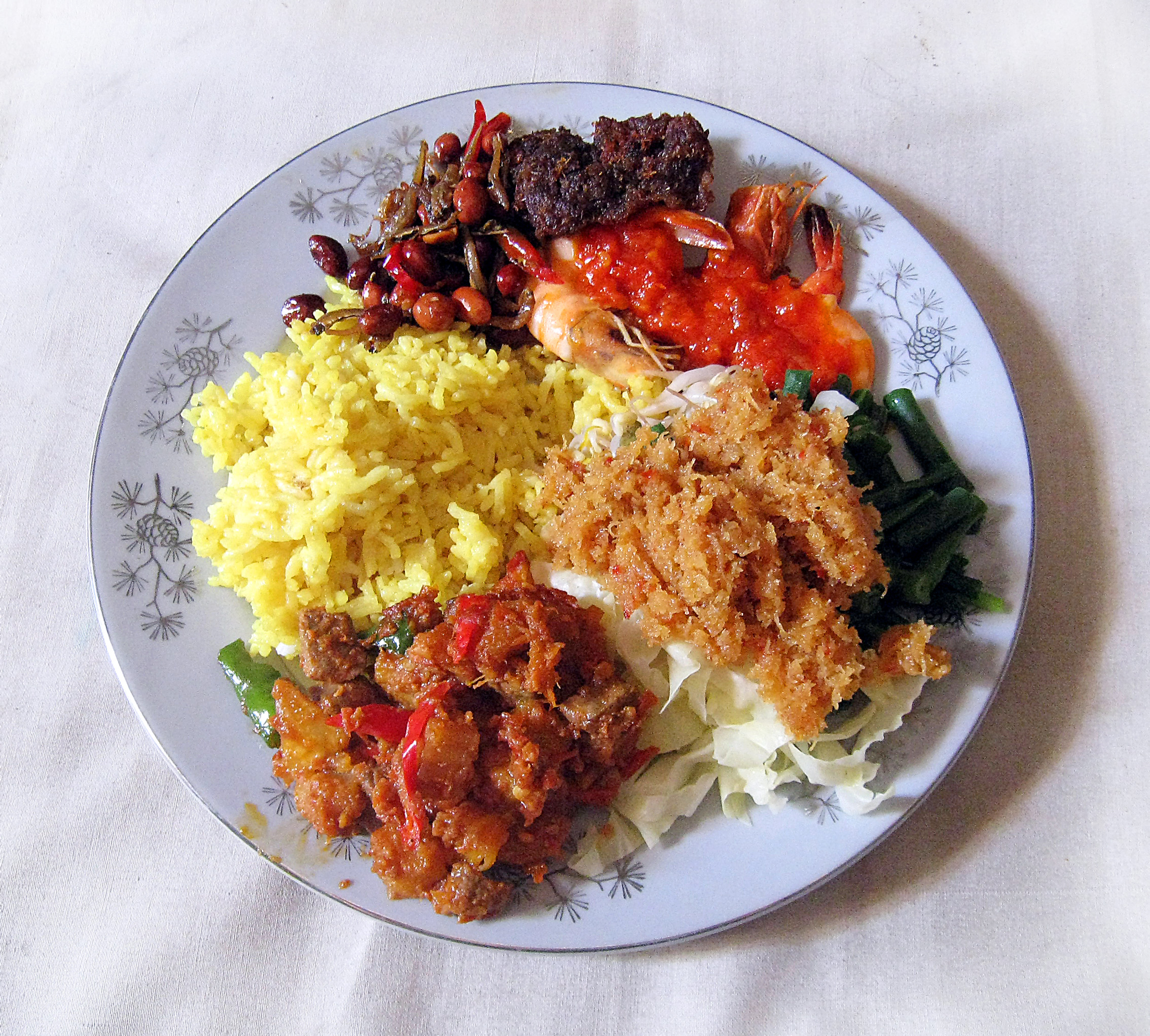
나시 쿠닝 요리의 일부인 우랍 (오른쪽 아래).

우랍(Urap)은 찐 또는 삶은 채소를 양념하고 향신료를 첨가한 잘게 간 코코넛 드레싱과 섞은 샐러드 요리이다. 이것은 일반적으로 인도네시아 요리, 더 정확하게는 자바 요리에서 발견된다. 우랍은 채식주의자 식사를 위한 샐러드로 단독으로 먹을 수도 있고 반찬으로 먹을 수도 있다. 우랍은 보통 다양한 요리로 둘러싸인 원뿔 모양의 쌀 더미인 자바식 툼픙의 필수적인 반찬이며, 나시 쿠닝 요리의 일부로도 발견된다. 발리 요리에서는 '우랍 사유르'로 알려져 있다.

## 재료
우랍에 주로 사용되는 채소는 시금치, 물시금치, 어린 카사바 잎, 파파야 잎, 작두콩, 숙주나물, 양배추이다. 풍부한 맛을 내기 위해 대부분의 레시피는 남은 것이 아닌 갓 갈아낸 오래된 코코넛 과육이나 세룬뎅을 사용할 것을 권장한다. 갈아낸 코코넛은 간 샬롯, 마늘, 붉은 고추, 타마린드 주스, 고량강, 소금, 그리고 코코야자당으로 양념한다.

## 같이 보기
- 라와르, 우랍의 발리식 버전
- 가도가도
- 카레독
- 페첼
- 플레칭 캉쿵
- 쿨루반
- 찜 요리 목록